# Fiat G.91

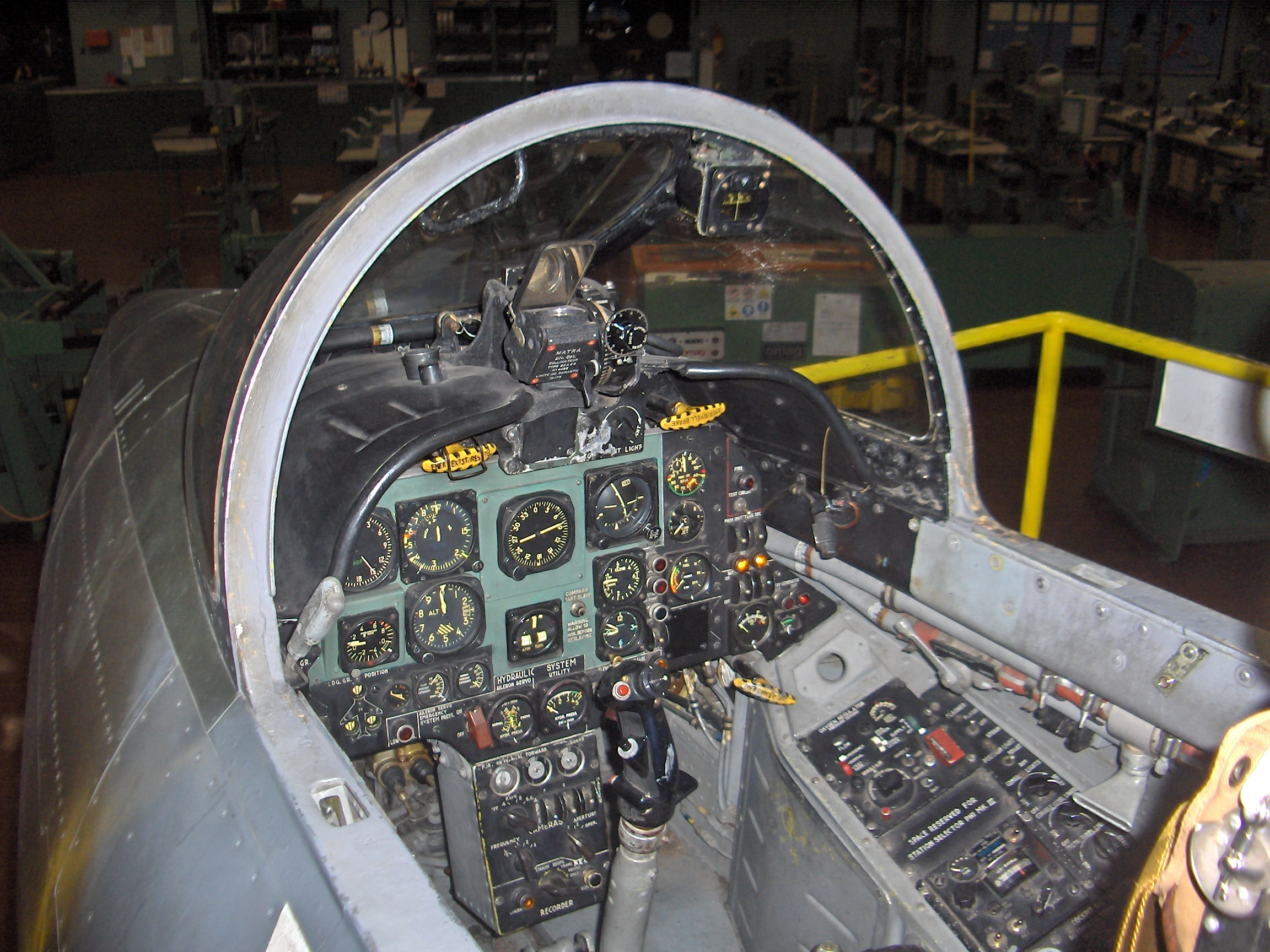
Cockpit einer Fiat G.91R1

Die Fiat G.91 (ab 1969: Aeritalia G.91) war ein zu Beginn der Produktion ein-, später zweistrahliges Kampfflugzeug der Zeit des Kalten Krieges. Die Maschine wurde von Fiat Aviazione in Italien entwickelt und sollte ursprünglich innerhalb der NATO das US-Flugzeug North American F-86 Sabre ersetzen. Das „G“ steht für den Fiat-Avio-Chefkonstrukteur Giuseppe Gabrielli (1903–1987).
Nach der Fusion von Fiat Aviazione mit anderen italienischen Flugzeugherstellern zu Aeritalia S.p.A. im Jahre 1969 änderte sich die Bezeichnung in Aeritalia G.91.

## Geschichte
Die Maschine ging als Sieger der Ausschreibung NATO Basic Military Requirement 1 vom Dezember 1953 für ein leichtes Jagd- und taktisches Unterstützungsflugzeug hervor.
Der Erstflug des ersten Prototyps fand am 9. August 1956 durch Riccardo Bignamini statt. Der Prototyp stürzte während eines Hochgeschwindigkeitstestflugs am 20. Februar (nach anderer Quelle am 27. Februar) 1957 ab; Testpilot Bignamini konnte sich mit dem Schleudersitz retten. Es folgte ein zweiter, mit vergrößertem Leitwerk, vergrößerter Cockpithaube und zusätzlicher Kielflosse ausgestatteter Prototyp, der am 26. Juli 1957 erstmals flog. Alle weiteren Tests, die ab dem 16. September 1957 in Frankreich durchgeführt wurden, bestand das Flugzeug problemlos. Die Fiat G.91 stellte dort vor allem auch unter Beweis, dass sie in der Lage war, auf Graspisten zu starten und zu landen, eine besondere Forderung des Lastenheftes im Rahmen der Ausschreibung.
Obwohl die G.91 das Vergleichsfliegen 1958 gegen die Konkurrenzmuster für sich entscheiden konnte, wurde sie – wohl aus politischen Gründen – nie zu einem Standardflugzeug innerhalb der NATO, sondern lediglich von Italien und der Bundeswehr in größeren Stückzahlen beschafft. Später wurde sie auch in der Força Aérea Portugals eingesetzt. Als eines der Waffensysteme der Zweitausstattung der Luftwaffe löste die G.91 schrittweise insbesondere die Jagdbomber Republic F-84 Thunderstreak ab.
Dazu beschaffte die Bundeswehr insgesamt 50 Exemplare der G.91R/4, 344 Exemplare der G.91 R/3 sowie 66 Exemplare der Trainerversion T/3. Zur Einführung dieses Systems kaufte sie am 11. März 1959 die ersten 50 G.91 Flugzeuge bei Fiat, während sie gleichzeitig den Lizenznachbau in Deutschland vorantrieb. Nach dem 1959 mit Fiat Avio geschlossenen Abkommen wurden 294 G.91 R/3 sowie 22 Trainer nach Lizenzbau in Deutschland hergestellt, und zwar bei der damals von den Firmen Dornier, Heinkel, Siebel/ATG und Messerschmitt zu diesem Zweck gegründeten Arbeitsgemeinschaft Süd 91. Damit war die in der Truppe schon bald als „Gina“ bezeichnete G.91 das erste strahlgetriebene Flugzeug, das nach dem Ende des Zweiten Weltkriegs in Deutschland in Serie hergestellt wurde.
Die G.91 wurde in der Bundeswehr von 1960 bis 1982 geflogen. In diesen 22 Jahren verlor die Bundesluftwaffe 70 dieser Luftfahrzeuge aus den unterschiedlichsten Gründen.
Die Mehrzahl der bis 1982 ausgesonderten Flugzeuge wurde demilitarisiert und verschrottet, Portugal erhielt 94 der ausgesonderten G.91 beider Versionen, weitere 24 Luftfahrzeuge blieben noch bis 1992 in Deutschland bei der Firma Condor Flugdienst bei der Flugzieldarstellung für die Bundeswehr im Einsatz, und weitere solcher Luftfahrzeuge verblieben in Ausbildungswerkstätten oder als Verbandssymbole bei der Luftwaffe oder wurden an Museen abgegeben.

Nachfolger des Flugzeugs in der Luftwaffe wurde die französisch-deutsche Entwicklung Alpha Jet. In Italien, wo zwischenzeitlich noch die zweimotorige Weiterentwicklung G.91Y zum Einsatz gekommen war, wurde das Muster durch die AMX ersetzt. In Portugal wiederum, das seine G.91 auch im Kolonialkrieg einsetzte, wurden die verbliebenen Maschinen ab 1993 ebenfalls durch Alpha Jet ersetzt.

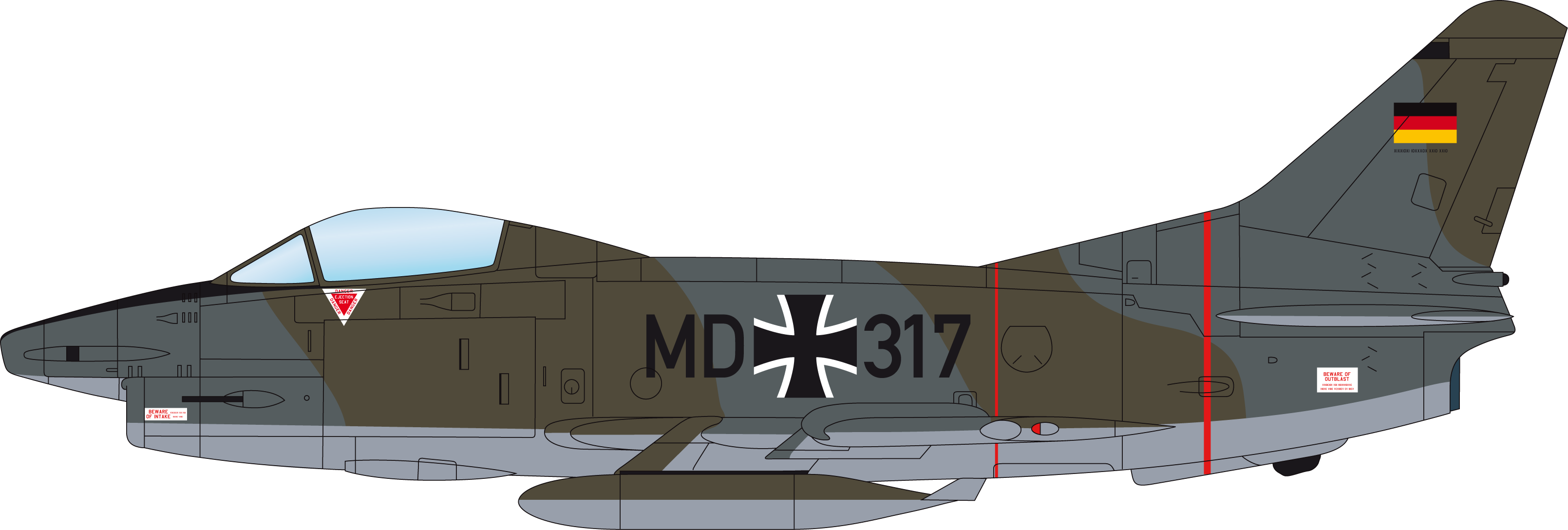
G.91 R/3

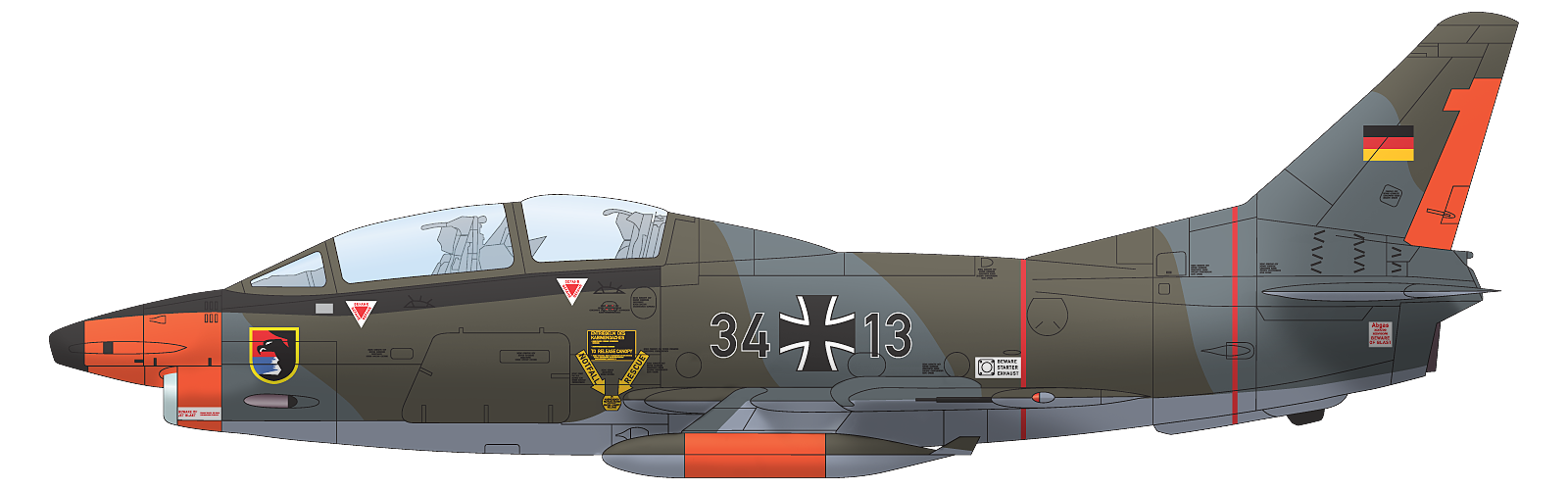
G.91 T/3

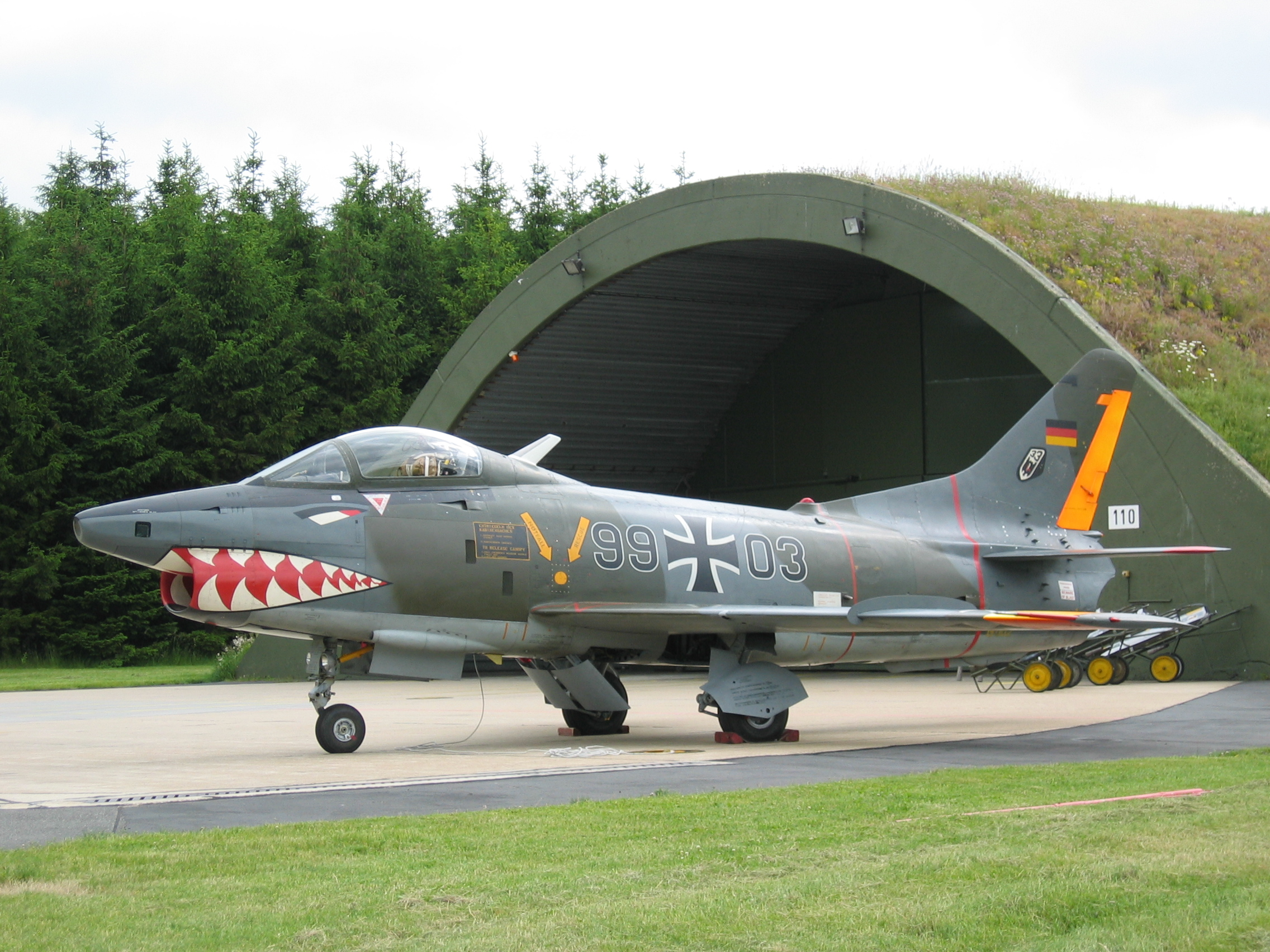
Fiat G.91, Lehrwerkstatt JaboG33

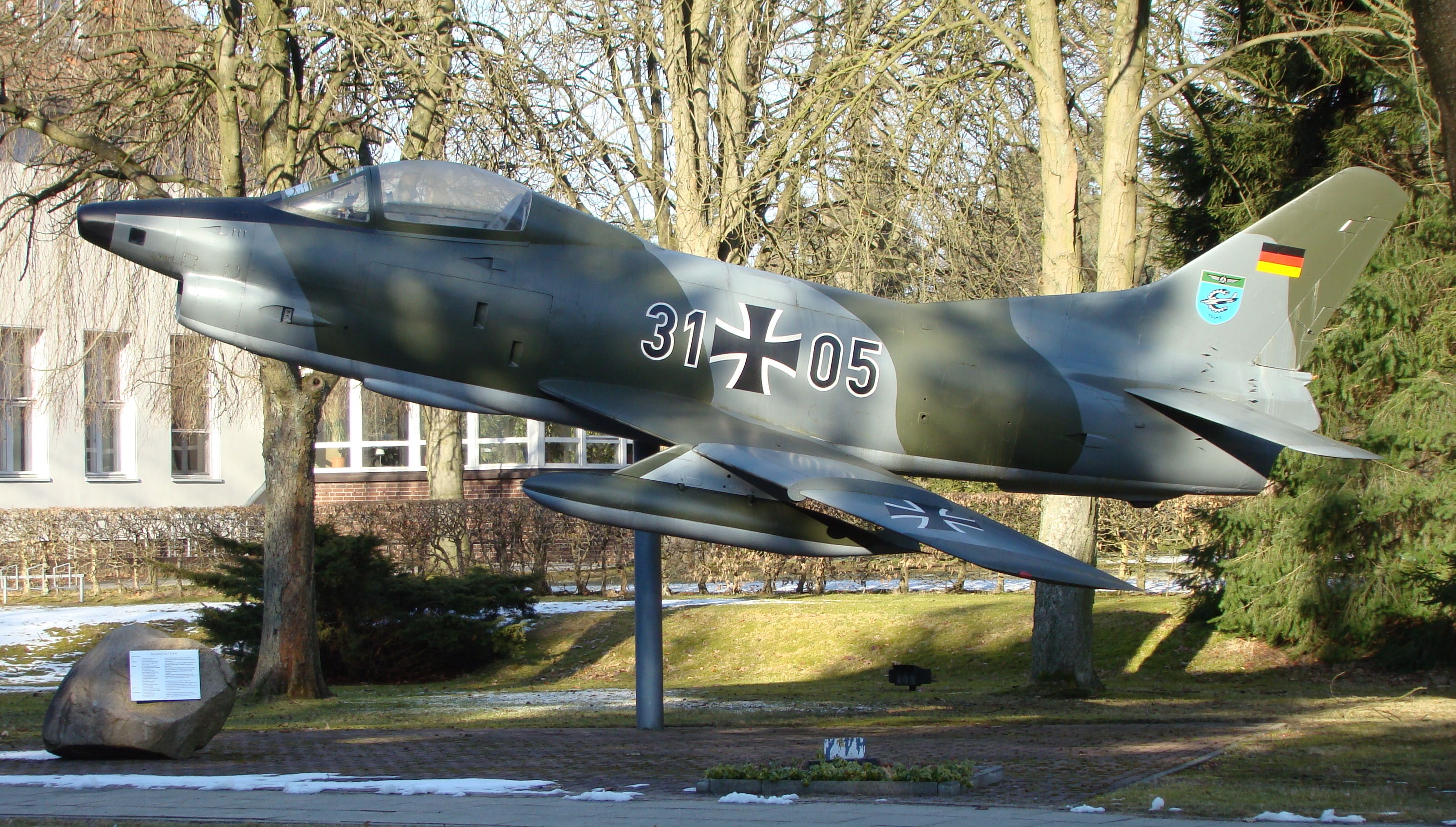
Aeritalia Fiat G.91 R auf dem Fliegerhorst Faßberg

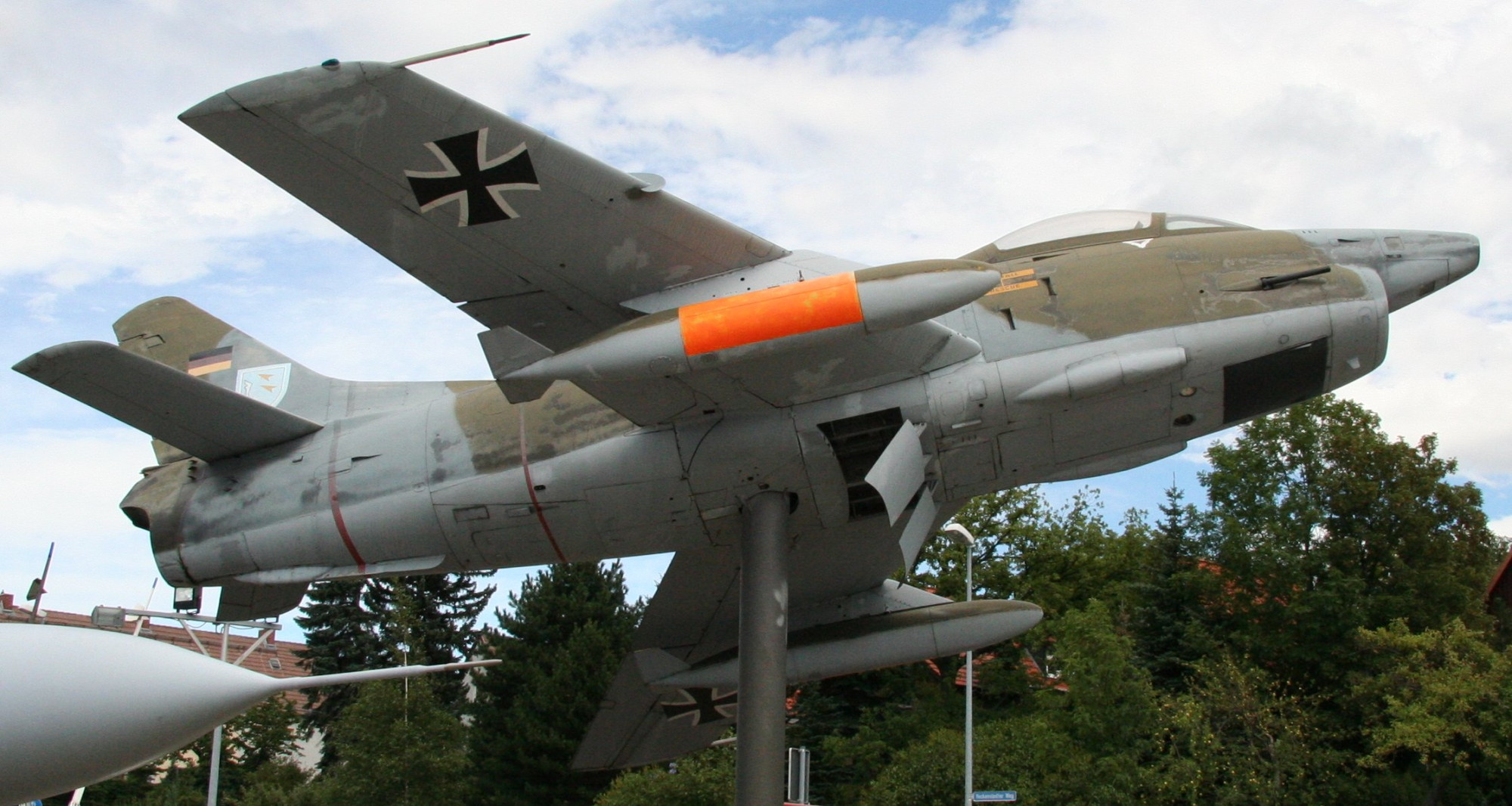
Fiat G.91 R/3 im Museum für Luftfahrt und Technik in Wernigerode

## Technische Beschreibung
Gefordert war in der NATO-Ausschreibung von 1953 ein leichtes einsitziges Erdkampfflugzeug mit einer zweisitzigen Trainer-Variante. Da FIAT schon zuvor die North American F-86 Sabre in Lizenz für Italien gefertigt hatte, war eine aerodynamische und technische Verwandtschaft zu ihr unverkennbar. Auch die Fertigungsqualität war für die damalige Zeit sehr gut und die Absturzrate in ihrer aktiven Einsatzzeit auf Grund des einfachen und sehr soliden Aufbaus bemerkenswert niedrig.
Die Fiat G.91 war ein einstrahliger Tiefdecker in Ganzmetallbauweise, war für den Schallgrenzbereich ausgelegt und verfügte über eine Druckkabine. Sie wurde von dem kartuschengestarteten Strahltriebwerk Orpheus 803 D-11 angetrieben und konnte auch von unbefestigten Startplätzen aus operieren.
Die Zelle war in Halbschalenbauweise aus Aluminium gefertigt. Die Tragflächen mit maximal vier Unterflügelstationen waren in der Mitte geteilt und beidseits am Rumpf angeschraubt. Das Heck konnte zu Montage- und Wartungsarbeiten in Höhe der Turbinenstufe des Triebwerkes mit vier Schrauben schnell vom Rumpf abgetrennt und nach hinten abgezogen werden. Dadurch war die Maschine sehr leicht, preiswert und modular zu fertigen, was der Wartungsfreundlichkeit zugutekam. Das Cockpit erlaubte mit dem großen Plexiglas-Kabinendach eine hervorragende Rundumsicht, besonders nach hinten. Die Ruder wurden ohne zusätzliche Kraftunterstützung direkt vom Steuerknüppel bzw. durch Pedale über Schubstangen und Umlenkhebel angesteuert. Die Höhenrudertrimmung wirkte, wie gut zehn Jahre zuvor bei der Me 262, durch einen elektrischen Stellmotor auf das gesamte Höhenruder. Die Landeklappen wurden (ausgeführt als hochwirksame Fowlerklappen) mit je einer elektrisch angetriebenen Gewindespindel in zwei Führungen nach hinten unten ausgefahren. Die Trimmung des Querruders erfolgte ebenfalls elektrisch. Vorflügel (Slats) waren nicht vorhanden. Die Querruder waren verhältnismäßig groß, was sich in einer guten Wendigkeit und hohen Rollrate widerspiegelte. Die unter dem Rumpf angebrachten zwei großen Bremsklappen wurden hydraulisch mit einem Zylinder gekoppelt betätigt. Durch diese Positionierung behinderten die ausgefahrenen Klappen den Piloten nicht bei der Sicht nach hinten. Das Dreibein-Bugradfahrwerk war ebenfalls hydraulisch betätigt. Das Fahrwerk konnte zusätzlich noch mit Stickstoff im Notbetrieb ausgefahren werden. Der Zylinder des Bugfahrwerkes war selbstverriegelnd und somit in seiner Endlage auch ohne Druck sicher fixiert. Aus Platzgründen wurde das Bugrad wie später bei der F-16 beim Einschwenken automatisch um 90° verdreht. Der Hydraulikdruck wurde ebenso wie die elektrische Energie vom Triebwerk geliefert.
Abgesehen von der Variante Y waren die G.91 mit nur einem Triebwerk von Bristol Siddeley Orpheus ausgerüstet. Dieses axial durchströmte einwellige Strahltriebwerk mit einem siebenstufigen Axialverdichter, sieben Topfbrennkammern und einer einstufigen Axialturbine lieferte einen Maximalschub von 22.240 Newton (2.277 kp / 5.000 lbs). Das Anlassen erfolgte durch eine von Startkartuschen getriebene Anlassturbine. Den Auftrag zur Lizenzherstellung dieser Triebwerke in Deutschland erhielt die damalige Firma Klöckner-Humboldt-Deutz AG, die dazu ihr Werk in Oberursel entsprechend einrichtete. Vom Juli 1961 bis August 1966 wurden 358 von der Bundeswehr bestellte Triebwerke hergestellt. Bis 1983 wurden zudem insgesamt 3.044 Orpheus-Triebwerke in Oberursel grundüberholt, instand gesetzt oder umgerüstet, zuletzt die für den Condor Flugdienst vorgesehenen Triebwerke.
Der Pilot konnte sich im Notfall mit einem Schleudersitz des britischen Herstellers Martin-Baker aus dem Flugzeug katapultieren. Zuvor wurde die Plexiglaskanzel abgeworfen. Der anfangs eingebaute MB Mk. 4 Schleudersitz ermöglichte dem Piloten erst ab einer Mindestgeschwindigkeit von ca. 180 km/h eine sichere Rettung. Der später eingebaute MB Mk. GW6(A) Schleudersitz benötigte auf Grund des hinzugefügten Raketenpacks keine Mindestgeschwindigkeit und -höhe mehr für einen erfolgreichen Rettungsausstieg.
Das geringe Gewicht (nur etwa 5,5 Tonnen, bei etwa zwei Tonnen Schub) und das robuste Fahrwerk erlaubten die geforderten Starts und Landungen auf Graspisten. Dies wurde aber, der hohen Belastung und des Risikos wegen, in der aktiven Zeit nur extrem selten durchgeführt. In Deutschland flog die G.91 bis Anfang der 1980er-Jahre als Jagdbomber und später noch als Zielschleppflugzeug beim Condor Flugdienst. Beim Zielschlepp war die R/3 unbewaffnet. Anstelle der zwei 30-mm-Kanonen rechts und links des Cockpits wurden Stahlgewichte eingebaut, um den Schwerpunkt zu halten.
Die im Verhältnis zu US-amerikanischen Mustern der damaligen Zeit sehr kleine Zelle erlaubte nicht den Einbau einer komplexen Avionik, Navigation oder gar eines Radargerätes. Somit war die Ausrüstung mit komplexer Bewaffnung wie radargelenkten Raketen, deren Entwicklung in den 1960er-Jahren bereits weit fortgeschritten war, nicht möglich. Mit zwei abwerfbaren Außentanks war die Reichweite für europäische Verhältnisse zwar ausreichend, aber auf dem nordamerikanischen Kontinent und global zu gering. Diese Einschränkungen hatten zur Folge, dass die USA ihre bestellten 50 Maschinen noch vor der Auslieferung an Deutschland abtraten. 

## Varianten

### G.91PAN
Kunstflugtaugliche Variante für das italienische Kunstflugteam Frecce Tricolori. Abgeleitet aus Vorserienmodellen, deren Rumpf verstärkt wurde. Ohne Bewaffnung und Kameranase, dafür mit mehrfarbigen Rauchgeneratoren und kleinen Außentanks als Ballast. 20 Maschinen wurden anfänglich umgebaut, später auch R/1 zurückgerüstet.

### G.91R

#### G.91R/1
Schon recht früh wurde die Eignung der G.91 zum Umbau als Fotoaufklärer erkannt. So entstand bereits 1957 die Variante G.91R/1, eine Standard-G.91 mit leicht verkürzter Nase und ausgestattet mit drei 70-mm-Kameras für Front- und Schrägaufnahmen (in großer Höhe auch für Senkrechtaufnahmen geeignet).
Zehn dieser Maschinen wurden Anfang der 1960er-Jahre von der US Air Force getestet.
Eine als G.91R/1A bezeichnete Ausführung war eine mit zusätzlichen Navigationsgeräten und zusätzlichen Waffenträgern an den Tragflächen ausgestattete G.91R/1.
Als G.91R/1B war eine G.91R/1 mit verstärkter Zelle sowie einem geänderten Fahrwerk (stärkere Radbremsen und schlauchlose Reifen) bezeichnet.

#### G.91R/3
Die bundesdeutsche Luftwaffe forderte nach Tests der G.91 leichte Veränderungen hinsichtlich der Bewaffnung (die MG wurden durch zwei 30-mm-Kanonen ersetzt) und der Navigationsgeräte.
Von den insgesamt 344 gefertigten G.91R/3 wurden 270 Stück im Rahmen des Lizenzabkommens mit Fiat Avio in der Bundesrepublik hergestellt. Der Jungfernflug der ersten bei Dornier gefertigten G.91R/3 erfolgte am 20. Juli 1961, die Produktion endete im Mai 1966.

#### G.91R/4
Bei der R/4 handelte es sich um eine R/3 mit der waffentechnischen Ausstattung der R/1. In den Jahren 1962/1963 übernahm die Bundeswehr 50 dieser einsitzigen G-91 R/4, welche ursprünglich für die NATO-Partner Griechenland und Türkei vorgesehen waren. Sie wurden bis zu ihrer bald wieder erfolgenden Aussonderung 1966 ausschließlich bei der Waffenschule 50 im Ausbildungsbetrieb eingesetzt; 40 Stück wurden dann an die portugiesische Luftwaffe abgegeben.

### G.91T
Die G.91T war eine zweisitzige Version des Grundmusters, entwickelt als Ausbildungsflugzeug, jedoch auch zur Verwendung als zweisitziges Kampfflugzeug. Begonnen wurde mit der Entwicklung dieser Variante im Jahre 1958, der Erstflug war am 31. Mai 1960. Als G.91T/1 erhielt die italienische Luftwaffe 76 dieser Flugzeuge. 66 leicht modifizierte und als G.91T/3 bezeichnete Maschinen gingen an die bundesdeutsche Luftwaffe, davon wurden 22 Exemplare bei Dornier gefertigt.
Diese Variante hatte wegen des verlängerten Vorderrumpfes die Eigenart, dass öfters aus unerfindlichen Gründen das Bugfahrwerk verklemmte. Die Piloten wurden auf solche Notlandungen vorbereitet, die im Ernstfall auch völlig unspektakulär abliefen. Bei richtiger Steuerung (wenn der Pilot nicht bremste und den Flugzeugbug bis zum Schluss hochhielt) wurde der vordere Rumpf (der Triebwerkeinlass) im unteren Bereich nur 3 bis 4 cm eingedrückt und abgeschliffen. Diese Teile wurden ausgenietet und in Stunden durch einen von Dornier entwickelten Reparatursatz ersetzt, sodass das Flugzeug nach einer Inspektion wieder einsatzfähig war.
Geplant war auch eine als T/4 bezeichnete Variante, eine T/1, die mit der Avionik der Lockheed F-104 „Starfighter“ ausgestattet werden sollte. Zum Bau der T/4 kam es jedoch nicht.

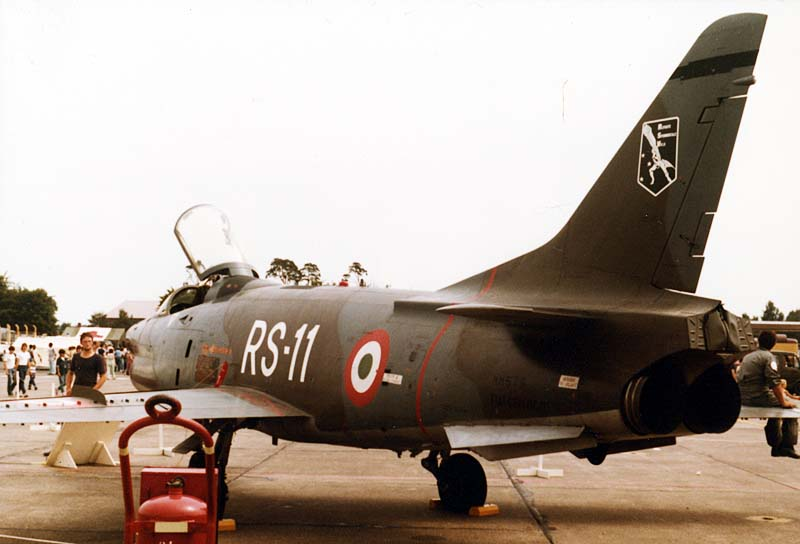
G.91 Y

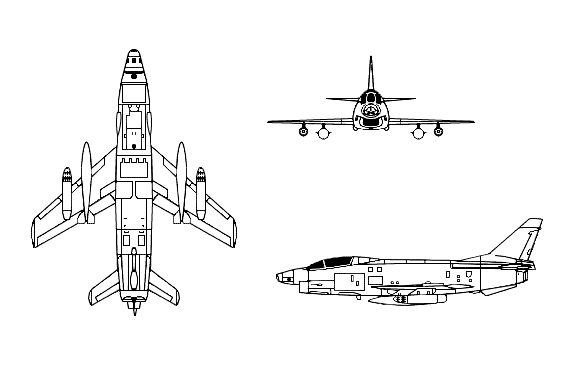
Fiat/Aeritalia G.91Y

### G.91Y
Im Jahre 1965 wurde bei Fiat Avio mit der Entwicklung einer zweistrahligen Version der G.91 begonnen, die auf der Variante G.91T basierte und mit zwei General-Electric-Turbinen ausgerüstet war. Mit dieser Konfiguration wurde eine Leistungssteigerung von etwa 60 % erreicht, außerdem stand bei einem Triebwerksausfall die zweite Turbine zur Verfügung. Nach dem Bau zweier Prototypen, die sich von den später gebauten Exemplaren durch ein breiteres Heck mit Kielflossen unterschied, entschloss sich die italienische Luftwaffe, diesen Typ zu beschaffen. Zunächst wurde eine Stückzahl von 55 Maschinen bestellt. Später wurde die Anzahl zwar auf 75 erhöht, letztlich wurden von der „Yankee“ genannten G.91Y 67 Exemplare (2 Prototypen, 20 Vorserienmaschinen, 45 Serienmaschinen) produziert. Die erste Maschine der Vorserie flog im Juli 1968, die letzte Serienmaschine wurde Mitte 1976 ausgeliefert; in Dienst waren die „Yankees“ bis in die frühen 1990er-Jahre.
Weitere geplante Varianten, die aber nicht über das Entwicklungsstadium hinaus kamen, waren die G.91Y/T, ein zweistrahliger Zweisitzer für Ausbildungszwecke, und die G.91Y/S, eine Version auf Grund einer Ausschreibung der schweizerischen Luftwaffe.

## Einsatz
Die einzigen Kampfeinsätze sah die G.91 im Portugiesischen Kolonialkrieg, insbesondere in Guinea-Bissau, wo sie von Portugal als Aufklärer und als Erdkampfflugzeug eingesetzt wurde. Dabei kam auch Napalm zum Einsatz. Die Sowjetunion lieferte der Unabhängigkeitsbewegung im Jahr 1973 tragbare Boden-Luft-Raketen (MANPADS) des Typs Strela-2, mit denen sieben G.91 abgeschossen wurden; insgesamt gingen elf Maschinen verloren.
Seit 1968 waren G.91 auch in Mosambik stationiert. Die dortige Unabhängigkeitsbewegung besaß ab 1973 ebenfalls Strelas, erzielte jedoch keinen Abschuss. Portugal verlor auf diesem Kriegsschauplatz lediglich ein Exemplar durch einen Unfall. Gegen Ende der Kolonialkriege wurden dann auch noch in Angola G.91 stationiert.

## Nutzer

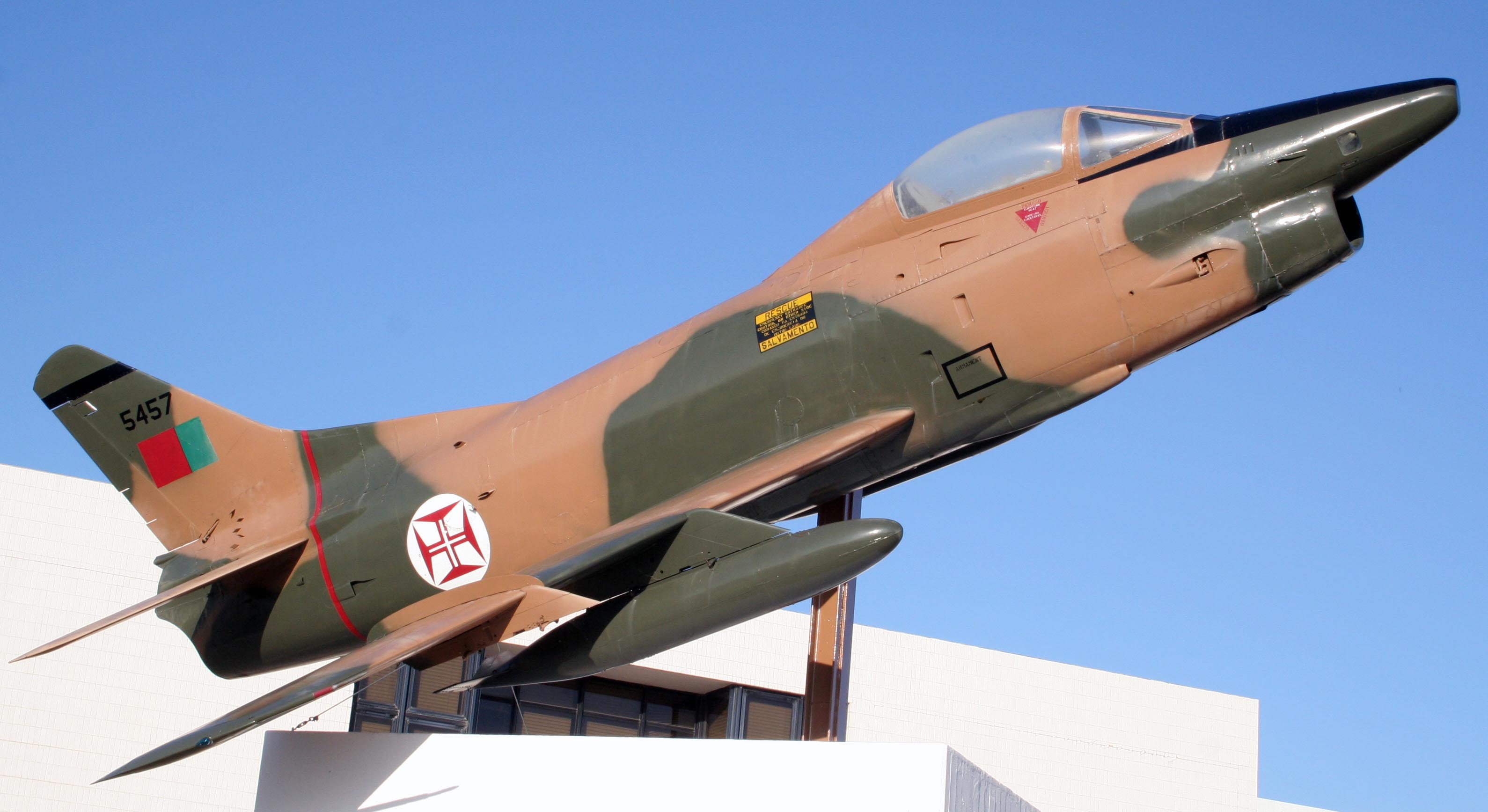
G.91 der portugiesischen Luftwaffe

### Nutzerstaaten
Deutschland
Luftwaffe, Leichte Kampfgeschwader, später umbenannt in Jagdbombergeschwader, Deutsches Luftwaffenkommando Beja
Condor Flugdienst GmbH betrieb einige Exemplare zur Zieldarstellung im Auftrag der Luftwaffe
 Griechenland
evaluierte vier Flugzeuge, entschied sich jedoch für die Northrop F-5
 Italien
Aeronautica Militare unter anderem bei der Frecce Tricolori – G.91 P.A.N.
 Portugal
Força Aérea Portuguesa von 1965 bis 1993
 Vereinigte Staaten
US Army evaluierte 1961 zwei G.91R/3

### Stationierungsorte in Deutschland und Portugal
Deutschland
Fliegerhorst Erding, Oktober 1961 bis Mai 1962, Aufklärungsgeschwader 53
Fliegerhorst Fürstenfeldbruck, Anfang 1964 bis März 1982, Waffenschule der Luftwaffe 50 / Jagdbombergeschwader 49
Fliegerhorst Hohn, 1975 bis Januar 1993, Condor Flugdienst GmbH
Fliegerhorst Husum, 1963 bis Februar 1982, Jagdbombergeschwader 41 / Leichtes Kampfgeschwader 41
Fliegerhorst Leipheim, Mai 1962 bis April 1975, Aufklärungsgeschwader 53 / Leichtes Kampfgeschwader 44
Fliegerhorst Pferdsfeld, April 1966 bis April 1975, Leichtes Kampfgeschwader 42
Fliegerhorst Oldenburg, Mai 1966 bis 1981, Leichtes Kampfgeschwader 43 / Jagdbombergeschwader 43
 Portugal
Base Aérea de Beja (Base Aérea Nº 11), bis Juli 1980, Deutsches Luftwaffenkommando Beja
Base Aérea do Montijo (Base Aérea Nº 6), August 1974 bis Juli 1993, G.91 R/3, G.91 T/3, G.91 R/4, Esquadra 62 (ab 1978 301 „Jaguares“)
Base Aérea das Lajes (Base Aérea Nº 4), Januar 1981 bis 1989, G.91 R/3, G.91 T/3, Esquadra 303 „Tigres“
Überseeprovinzen
Base Aérea do Bissau (Base Aérea Nº 12), Guinea-Bissau, Juli 1966 bis September 1974, G.91 R/4, Esquadra 121 „Tigres“
Base Aérea de Luanda (Base Aérea Nº 9), Angola, September 1974 bis Januar 1975, G.91 R/4, Esquadra 93
Aeródromo-Base do Nacala (Aeródromo-Base Nº 5), Mosambik, Januar 1969 bis September 1974, G.91 R/4, Esquadra 502 „Jaguares“
Aeródromo-Base do Tete (Aeródromo-Base Nº 5), Mosambik, 1970 bis September 1974, G.91 R/4, Esquadra 702 „Escorpiões“

## Zwischenfälle
- Am 19. Mai 1964 stürzte eine Fiat G.91 (Luftfahrzeugkennzeichen DG+109) des Jagdbombergeschwaders 35 nach Ausfall des Triebwerks bei Immenstadt ab (nach anderen Angaben in der Platzrunde des Militärflugplatzes Husum). Der Rettungsausstieg erfolgte zu spät, der Pilot wurde tödlich verletzt.[10]

- Am 21. Juni 1966 verunglückte eine Fiat G.91 T3 der Deutschen Luftwaffe (MB+374) beim Start vom Fliegerhorst Pferdsfeld. Der Pilot konnte sich kurz nach dem Abheben mit dem Schleudersitz retten.[11]

- Am 11. September 1969 stürzte eine Fiat G.91 (30+92) des Leichten Kampfgeschwaders 41 der Deutschen Luftwaffe nach Ausfall des Triebwerks im Queranflug des Militärflugplatzes Husum ab. Der Rettungsausstieg erfolgte zu spät, der Pilot wurde tödlich verletzt.[12]

- Am 1. Juli 1976 wurde eine Fiat G.91 R3 der Deutschen Luftwaffe (30+27) am Fliegerhorst Pferdsfeld irreparabel beschädigt. Es gab keine Todesopfer.[13]

- Am 28. Februar 1979 begann eine Fiat G.91 (32+34) des Leichten Kampfgeschwaders 41 während eines Formationsfluges plötzlich einen steilen Steigflug und stürzte dann zwischen der Insel Nordstrand und der Halbinsel Eiderstedt ins Wattenmeer. Der Pilot wurde tödlich verletzt, die Unfallursache ist unbekannt.[12]

- Am 28. Oktober 1980 ging eine Fiat G.91 R3 des Jagdbombergeschwaders 41 der Luftwaffe (33+22) bei einem Formationsflug plötzlich in einen Sinkflug mit hoher Querlage und schlug bei Ramstedt in Nordfriesland auf landwirtschaftlich genutzter Fläche auf. Der Pilot wurde tödlich verletzt. Als Ursache wird räumliche Desorientierung vermutet.[14]

- Am 18. Februar 1981 kollidierte eine Fiat G.91 R3 der portugiesischen Luftstreitkräfte (PAF 5457) beim Tiefflug in der Nähe von Montargil mit Bäumen eines Kiefernwaldes (CFIT). Das Luftfahrzeug wurde zerstört, der Pilot getötet.[15][16]

- Am 7. November 1989 gab der Pilot einer Fiat G.91Y der italienischen Luftwaffe (MM6464) nach einem durch Vogelschlag verursachten Triebwerksbrand das Flugzeug auf und rettete sich mit dem Schleudersitz. Die Maschine stürzte in der Nähe von Maglie ab und wurde zerstört.[17]

- Am 4. Januar 1990 wurde eine Fiat G.91T1 der italienischen Luftwaffe (MM unbekannt) bei einem Flugunfall kurz nach dem Start vom Militärflugplatz Amendola nahe der Stadt Foggia zerstört. Der Pilot, ein Flugschüler auf einem Alleinflug, kam dabei ums Leben.[18][19]

- Am 21. März 1990 fiel bei einer Fiat G.91R/1B der italienischen Luftwaffe (MM6394) kurz nach dem Start vom Flughafen Treviso das Triebwerk aus. Das Flugzeug stürzte ab und wurde zerstört. Zwar aktivierte der Pilot den Schleudersitz, überlebte den Unfall jedoch nicht, weil sich der Fallschirm nicht öffnete. Dies ist der letzte bekannt gewordenen Totalverlust einer Fiat G.91 und zugleich auch der letzte mit tödlichem Ausgang.[20]

## Technische Daten
| Kenngröße              | G.91 R/3                                                                            | G.91 T                                                                          | G.91 Y                                                                                |
| ---------------------- | ----------------------------------------------------------------------------------- | ------------------------------------------------------------------------------- | ------------------------------------------------------------------------------------- |
| Konzeption             | Erdkampf- und Aufklärungsflugzeug                                                   | Strahltrainingsflugzeug                                                         | Jagdbomber und Aufklärungsflugzeug                                                    |
| Erstflug               | 9. August 1956 (Prototyp)                                                           | 31. Mai 1960                                                                    | 27. Dezember 1966                                                                     |
| Besatzung              | 1                                                                                   | 2                                                                               | 1                                                                                     |
| Spannweite             | 8,56 m                                                                              | 8,56 m                                                                          | 9,01 m                                                                                |
| Länge                  | 10,29 m                                                                             | 11,67 m                                                                         | 11,67 m                                                                               |
| Höhe                   | 4,00 m                                                                              | 4,45 m                                                                          | 4,43 m                                                                                |
| Flügelfläche           | 16,42 m²                                                                            | 16,42 m²                                                                        | 18,13 m²                                                                              |
| Flügelstreckung        | 4,5                                                                                 | 4,5                                                                             | 4,5                                                                                   |
| Leermasse              | 3100 kg                                                                             | 3865 kg                                                                         | 3682 kg                                                                               |
| Startmasse             | 5500 kg                                                                             | 5500 kg                                                                         | 7800 kg                                                                               |
| Antrieb                | eine Strahlturbine Bristol-Siddeley Orpheus 803 Turbojet (Lizenz FIAT, 22,2 kN)     | eine Strahlturbine Bristol-Siddeley Orpheus 803 Turbojet (Lizenz FIAT, 22,2 kN) | zwei Strahlturbinen General Electric J85-GE-13A (je 12,1 kN, mit Nachbrenner 18,1 kN) |
| Höchstgeschwindigkeit  | 1075 km/h (Mach 0,88) in Bodennähe, 1086 km/h (Mach 0,91) in 1500 m Höhe            | 1030 km/h in 1524 m Höhe                                                        | Mach 0,93 in Bodennähe                                                                |
| Marschgeschwindigkeit  | 850 km/h                                                                            | 850 km/h                                                                        | Mach 0,75                                                                             |
| Dienstgipfelhöhe       | 13.100 m                                                                            | 12.200 m                                                                        | 12.500 m                                                                              |
| Überführungsreichweite | 1800 km                                                                             | 1800 km                                                                         | 3500 km                                                                               |
| Bewaffnung             | zwei 30-mm-Kanonen DEFA mit je 125 Schuss vier Außenstationen unter den Tragflächen | zwei 12,7-mm-MG Colt Browning zwei Außenstationen unter den Tragflächen         | zwei 30-mm-Kanonen DEFA vier Außenstationen unter den Tragflächen                     |

## Erhaltene Flugzeuge

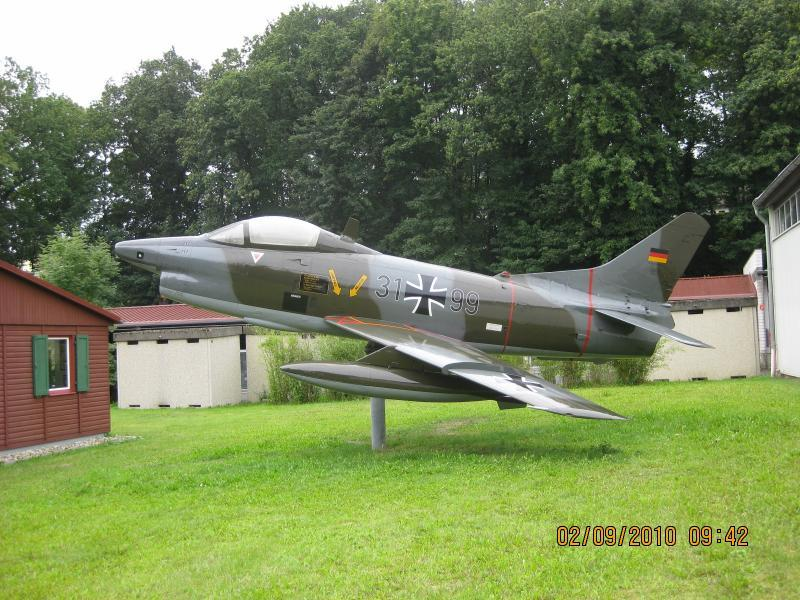
G-91 im Werksmuseum Motorenfabrik Oberursel

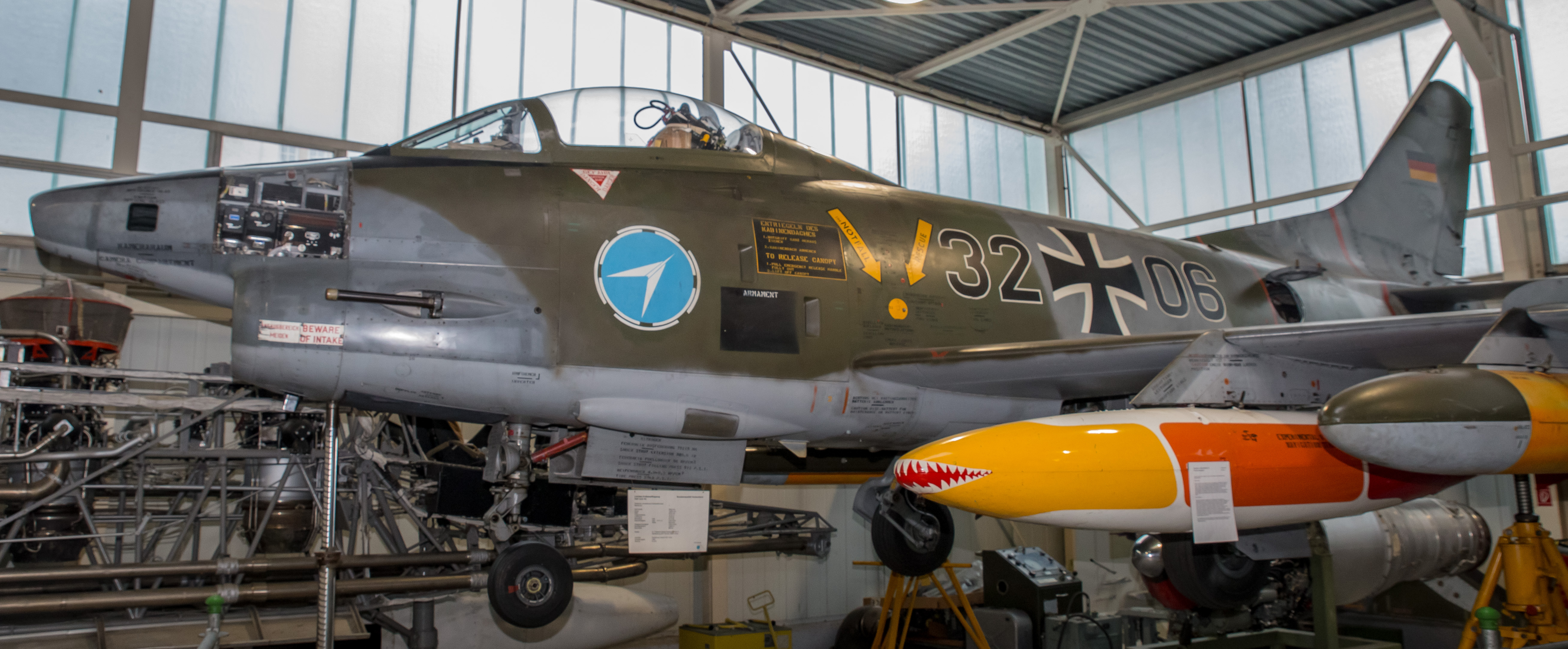
G-91 in der Wehrtechnischen Studiensammlung Koblenz

In Deutschland ist ein Flugzeug im „Dornier Museum“ in Friedrichshafen zu besichtigen. Das „Militärhistorische Museum der Bundeswehr“ auf dem Flugplatz Gatow in Berlin besitzt drei G.91 in verschiedenen Versionen. In der Wehrtechnischen Studiensammlung Koblenz befindet sich die 32+06, die zuletzt bei der Wehrtechnischen Dienststelle 61 in Manching eingesetzt war. Im „Fliegerhorstmuseum Leipheim“ befindet sich die G.91 R/3 mit dem Luftfahrzeugkennzeichen 31+38. Des Weiteren befindet sich ein Flugzeug, die 32+56, auf dem Parkplatz eines Schützenvereins in Neu-Ulm ⊙. Das Museum für Luftfahrt und Technik Wernigerode besitzt ebenfalls eine R/3, die 31+39. Die 31+29 befindet sich von außen uneinsehbar in der Luftwaffenkaserne Köln-Wahn. Im Flugplatzmuseum Cottbus ist die 32+15, eine G.91 R/3 des LeKG 43, zu besichtigen. Zudem besitzt die Flugausstellung Hermeskeil zwei G.91 R3. Im Eingangsbereich des Fliegerhorsts Faßberg befindet sich die Aeritalia Fiat G-91 R/3 mit dem Kennzeichen 31+05, und eine der beiden letzten der in Deutschland geflogenen G-91 mit dem Kennzeichen 31+99 wurde vom „Werksmuseum Motorenfabrik Oberursel“ äußerlich restauriert und dort 2008 auf einem Sockel präsentiert. In der Flugwerft Schleißheim befindet sich außerdem die Bugsektion inkl. Cockpit der G.91T/3 34+01.
Zwei G.91 wurden bis in die 1970er Jahre auf dem Fliegerhorst Wunstorf als Ausbildungsgerät in der Ausbildungswerkstatt der Flugzeugwerft genutzt. Sie verblieben anschließend auf dem Gelände des Fliegerhorstes, wo sie von einer vorbeiführenden Straße aus zu sehen waren. Erst 2017 wurden sie verschrottet.
In der Ausbildungswerkstatt der Luftwaffe auf dem Fliegerhorst Husum befinden sich zwei Fiat G.91 R/3 mit den Luftfahrzeugkennzeichen 99+06 und 99+11. Beide Luftfahrzeuge wurden zuvor von der Firma Condor zur Zieldarstellung verwendet und kehrten anschließend nach Schwesing zurück, wo bereits G.91 stationiert waren. Seitdem werden sie als nicht flugfähige Ausbildungsmuster für die praktische Ausbildung angehender Fluggerätmechaniker genutzt.
Darüber hinaus ist am Haupttor des Fliegerhorsts Husum eine weitere Fiat G.91 R/3 mit dem taktischen Kennzeichen 99+48 als sogenannte „Sockelmaschine“ aufgestellt. Sie dient dort als statisches Ausstellungsstück und ist von der vorbeiführenden Straße aus gut sichtbar.
Auch in Italien und Portugal haben einige „Ginas“ überlebt. Hierzu gehören die 30+04 am Flugplatz Ota, die 30+80 in Horta de Numão, die 30+83 in Carvoeira, alles R/3s und die 34+27, eine T/3, in Santo André das Tojeiras.
Eine italienische G.91 in den Farben der Frecce Triccolori ist flugfähig erhalten und flog 2023 auf dem Militärflugplatz Pratica di Mare sowie 2025 auf der englischen Basis RAF Fairford.
Im „Malta Aviation Museum“ in Ta' Qali (Attard) ist eine G.91 R/1B ausgestellt und in Montélimar steht die 98+58, eine T/3, im „Musée Européen de l’Aviation de Chasse“.
Die 34+39 der Luftwaffe, eine G.91 T/3, hergestellt von Fiat Avio unter der Seriennummer 49, ist im Besitz des „Luftwaffe USA Flying Museum“ in Ormond Beach (Florida, USA) und wird zurzeit in Deutschland von freiwilligen Helfern für den Flugbetrieb hergerichtet.
In Göttingen ist eine G.91 im Stadtteil Weststadt (Im Rinschenrott) ausgestellt.⊙